# Otakar Hollmann
Pour les articles homonymes, voir Hollmann.
Otakar Hollmann, né le 29 janvier 1894 à Vienne, en Autriche, et mort à Prague le 9 mai 1967, est un pianiste et compositeur tchèque né autrichien, dans le répertoire pour les pianistes gauchers avec Paul Wittgenstein.

## Biographie
Otakar Hollmann est né à Vienne, le 29 janvier 1894. Il étudie d'abord comme violoniste. Certaines de ses premières compositions sont publiées en 1915.
En service actif dans les forces armées austro-hongroises durant la Première Guerre mondiale, une balle lui traverse la paume, blessant le métacarpe de la main droite mais, contrairement à ce qu'affirment certaines sources, il n'est pas amputé du bras droit,.
Après la guerre, n'étant plus capable de jouer du violon, il étudie le piano et la technique de la main gauche avec Adolf Mikas à Prague jusqu'en 1924. Il étudie également la composition avec Vítězslav Novák jusqu'en 1926. Il fait ses débuts en tant que pianiste gaucher en 1927 à Prague, puis dans un certain nombre de pays européens.
Le 11 juin 1926, Hollmann écrit à Leoš Janáček pour lui demander de travailler à une composition avec piano pour la main gauche. Janáček ne répond pas, mais la proposition doit le séduire puisque, le 30 octobre, il achève son Capriccio pour piano et sept instruments à vent : Hollmann l'apprend en lisant une interview du compositeur dans le journal. Bien que, de toute évidence, Janáček ait écrit l'œuvre à l'invitation de Hollmann, il n'a donné nulle part l'indication qu'il lui avait dédié cette œuvre ou qu'il l'avait composée en pensant à lui comme interprète. Janáček aurait même refusé de lui réserver la première représentation, bien qu'il ait finalement présenté le Capriccio à Prague le 2 mars 1928 avec des membres de l' Orchestre philharmonique tchèque sous la direction de Jaroslav Řídký,.
D'autres compositeurs lui offrent des partitions pour piano seul, des concertos ou de la musique de chambre avec piano pour la main gauche.
Hollmann prend sa retraite en 1955, et meurt en 1967.

## Répertoire
Otakar Hollmann est le dédicataire et premier interprète des œuvres suivantes :
- Josef Bartovský : Concerto pour piano no 2, en 1952[6],
- Jarmil Burghauser : Ciacona pour orgue et piano, créée par Hollmann et le compositeur à Prague, le 17 mai 1954[6],
- Josef Bohuslav Foerster : Notturno & Fantastico op.142[7],
- Václav Kaprál : Con duolo, six pièces pour piano, en 1926[8],
- Bohuslav Martinů : Divertimento ou Concertino pour piano et orchestre H.173, en trois mouvements, en 1926[9],[10],
- Erwin Schulhoff : Suite no 3 op.35 pour piano, en cinq mouvements, créée à Belgrade, en novembre 1927[11],[12],
- Jaroslav Tomášek : Sonate op.7 pour piano, en deux mouvements, en 1926[13],[14].

### Ouvrages généraux
- (en) Donald L. Patterson, One Handed : A Guide to Piano Music for One Hand, Londres, Greenwood Publishing Group, 1999, 313 p. (ISBN 978-0-313-31179-6, lire en ligne)